# Носковачка Дубрава
Носковачка Дубрава (хрв. Noskovačka Dubrava) је насељено место у општини Чађавица, Вировитичко-подравска жупанија, Хрватска.

## Историја
До територијалне реорганизације у Хрватској била је у саставу старе општине Подравска Слатина.

## Становништво
У попису становништва из 2011. године, Носковачка Дубрава је имала 59 становника.
| Број становника према пописима | Број становника према пописима | Број становника према пописима | Број становника према пописима | Број становника према пописима | Број становника према пописима | Број становника према пописима | Број становника према пописима | Број становника према пописима | Број становника према пописима | Број становника према пописима | Број становника према пописима | Број становника према пописима | Број становника према пописима | Број становника према пописима | Број становника према пописима |
| ------------------------------ | ------------------------------ | ------------------------------ | ------------------------------ | ------------------------------ | ------------------------------ | ------------------------------ | ------------------------------ | ------------------------------ | ------------------------------ | ------------------------------ | ------------------------------ | ------------------------------ | ------------------------------ | ------------------------------ | ------------------------------ |
| 1857                           | 1869                           | 1880                           | 1890                           | 1900                           | 1910                           | 1921                           | 1931                           | 1948                           | 1953                           | 1961                           | 1971                           | 1981                           | 1991                           | 2001                           | 2011                           |
| 0                              | 0                              | 9                              | 44                             | 155                            | 146                            | 139                            | 205                            | 197                            | 252                            | 240                            | 158                            | 105                            | 78                             | 68                             | 59                             |

Напомена: Подаци за 1880. односе се на припадајући део насеља. Све до 1931. године исказивано као део насеља. Од 1890. до 1900. године исказивано под именом Дубрава, а од 1910. до 1971. године под именом Дубрава Носковачка.

### Попис1991.
У попису становништва из 1991. године, Носковачка Дубрава је имало 78 становника, следећег националног састава:
| Попис 1991.‍           | Попис 1991.‍           | Попис 1991.‍ | Попис 1991.‍ | Попис 1991.‍ |
| --------------------- | --------------------- | ----------- | ----------- | ----------- |
|                       |                       |             |             |             |
| Срби                  | Срби                  |             | 47          | 60,25%      |
| Хрвати                | Хрвати                |             | 26          | 33,33%      |
| Југословени           | Југословени           |             | 2           | 2,56%       |
| неопредељени          | неопредељени          |             | 1           | 1,28%       |
| регионално опредељени | регионално опредељени |             | 2           | 2,56%       |
| укупно: 78            |                       |             |             |             |

### Попис1910.
| Носковачка Дубрава                                                                        | Носковачка Дубрава |
| ----------------------------------------------------------------------------------------- | --- |
| језик                                                                                     | вера |
| укупно: 146 Мађарски 107 (73,28%) Хрватски 32 (21,91%) Немачки 6 (4,10%) Српски 1 (0,68%) | <div style="border:solid transparent;position:absolute;width:100px;line-height:0; укупно: 146 Римокатолици 137 (93,83%) Калвинисти 8 (5,47%) Православци 1 (0,68%) - (-%) |